# 18-я гвардейская танковая бригада
18-я гвардейская танковая Минская ордена Ленина Краснознамённая орденов Суворова и Кутузова бригада — гвардейская танковая бригада Красной армии ВС СССР, в годы Великой Отечественной войны.
Условное наименование — войсковая часть полевая почта (в/ч пп) № 61403.
Сокращённое наименование — 18 гв. тбр

## История формирования
Свою историю бригада ведёт от сформированной на основании директивы НКО СССР № 723499СС от 15 февраля 1942 года 62-й танковой бригады. Формирование бригады проходило по штатам № 010/345 — 010/352 с 10 февраля по 1 апреля 1942 года в городе Москва. 2 апреля бригада передислоцировалась в деревню Кадино Медновского района Калининской области, где проходила дальнейшее формирование и обучение в составе 7-го танкового корпуса. Бригада была сформирована в составе: 27-й, 164-й танковые и мотострелковый батальоны, противотанковая и зенитная батареи, роты управления и технического обеспечения.
С 1 по 28 ноября 1942 года бригада проходила переформирование в городе Саратов, по штатам № 010/270 — 010/277 от 31 июля 1942 года, на основании директивы НКО СССР УФ2/884 от 25 октября 1942 года.
За успешно проведенную операцию по овладению Котельниково, приказом НКО СССР № 413 от 29 декабря 1942 года преобразована в гвардейскую танковую бригаду в составе 3-го гвардейского танкового корпуса. Новый номер «18-я гвардейская танковая бригада» присвоен директивой Генерального штаба КА № 36009 от 1 января 1943 года и приказом по 2-й гвардейской армии № 011 от 2 января 1943 года.
С 1 по 30 марта 1944 года бригада проходила переформирование в районе Смердовицы по штатам № 010/500 — 010/506 от ноября 1943 года, на основании директивы ГШ КА № орг/3/307-131.

## Участие в боевых действиях
Период вхождения в действующую армию: 2 января 1943 года — 31 марта 1943 года; 18 июля 1943 года — 22 июля 1943 года; 12 августа 1943 года — 31 октября 1943 года; 26 февраля 1944 года — 31 мая 1944 года; 23 июня 1944 года — 12 декабря 1944 года; 6 января 1945 года — 9 мая 1945 года.
4 января 1943 года 18-я гвардейская танковая бригада выступила из Нагольного, уничтожая по пути мелкие группы противника, в 12.00 5 января достигла переправы Константиновская, но в связи с тем, что противник взорвал переправы, развернулась на Большую Орловку, которой овладела к 16.00 захватив в плен 101 румынских и немецких солдат. 9 января бригада, имея 7 танков Т-34, продолжила наступление в направлении Пролетарское, 10 января при входе в Будёновское танки были встречены сильным огнём противотанковой артиллерии и танков противника из засад, послечего бригада отошла в Харьковский 11, где заняла оборону до подхода пехоты. 11 января противник частями 16-й танковой дивизии овладел Казюрин, Новосадковский, отрезав бригаду от корпуса. В ночь с 11 на 12 января бригада прорвалась через боевые порядки противника и совершив 40 км марш сосредоточилась в Большой Орловке.
2 июля 1944 года бригада форсировала реки Березина и Усяжа, утром 3 июля вышла в район Вандолино, где была контратакована танками и пехотой противника. Отбив атаку бригада продолжила движение и в 9.30 ворвалась на северную окраину города Минск и к 4.00 4 июля вышла в район Нарейки — Щедровщина. 5 июля бригада с ротой 1436-го самоходно-артиллерийского полка и батальоном 2-й гвардейской мотострелковой бригады достигла Сугвозды, где встретила сильное сопротивление, оставив заслон, бригада основными силами продолжила наступление и в 12.00 завязала бои за город Воложин и к 20.15 очистила его от противника.

## Состав
При преобразовании в гвардейскую:
- Управление бригады (штат № 010/270)
- 1-й (27-й) отдельный танковый батальон (штат № 010/271)
- 2-й (164-й) отдельный танковый батальон (штат № 010/272)
- Мотострелково-пулемётный батальон (штат № 010/273)
- Истребительно-противотанковая батарея (штат № 010/274)
- Рота управления (штат № 010/275)
- Рота технического обеспечения (штат № 010/276)
- Медико-санитарный взвод (штат № 010/277)
- Рота ПТР (штат № 010/375)
- Зенитно-пулемётная рота (штат № 010/451)

С 1 марта 1944 года:
- Управление бригады (штат № 010/500)
- 1-й отдельный танковый батальон (штат № 010/501)
- 2-й отдельный танковый батальон (штат № 010/501)
- 3-й отдельный танковый батальон (штат № 010/501)
- Моторизованный батальон автоматчиков (штат № 010/502)
- Зенитно-пулемётная рота (штат № 010/503)
- Рота управления (штат № 010/504)
- Рота технического обеспечения (штат № 010/505)
- Медико-санитарный взвод (штат № 010/506)

## В составе
| Подчинение     | Подчинение               | Подчинение                     | Подчинение                      | Подчинение |
| Дата           | Фронт (округ)            | Армия                          | Корпус                          | Примечания |
| -------------- | ------------------------ | ------------------------------ | ------------------------------- | ---------- |
| 1.01.1943 года | Южный фронт              | -                              | 3-й гвардейский танковый корпус | -          |
| 1.02.1943 года | Южный фронт              | 2-я гвардейская армия          | 3-й гвардейский танковый корпус | -          |
| 1.03.1943 года | Южный фронт              | -                              | 3-й гвардейский танковый корпус | -          |
| 1.04.1943 года | Резерв Ставки ВГК        | -                              | 3-й гвардейский танковый корпус | -          |
| 1.05.1943 года | Степной военный округ    | -                              | 3-й гвардейский танковый корпус | -          |
| 1.06.1943 года | Резерв Ставки ВГК        | 4-я гвардейская армия          | 3-й гвардейский танковый корпус | -          |
| 1.07.1943 года | Резерв Ставки ВГК        | 4-я гвардейская армия          | 3-й гвардейский танковый корпус | -          |
| 1.08.1943 года | Резерв Ставки ВГК        | 4-я гвардейская армия          | 3-й гвардейский танковый корпус | -          |
| 1.09.1943 года | Воронежский фронт        | 4-я гвардейская армия          | 3-й гвардейский танковый корпус | -          |
| 1.10.1943 года | Воронежский фронт        | 38-я армия                     | 3-й гвардейский танковый корпус | -          |
| 1.11.1943 года | Резерв Ставки ВГК        | -                              | 3-й гвардейский танковый корпус | -          |
| 1.12.1943 года | Московский военный округ | -                              | 3-й гвардейский танковый корпус | -          |
| 1.01.1944 года | Резерв Ставки ВГК        | -                              | 3-й гвардейский танковый корпус | -          |
| 1.02.1944 года | Московский военный округ | -                              | 3-й гвардейский танковый корпус |            |
| 1.03.1944 года | Ленинградский фронт      | -                              | 3-й гвардейский танковый корпус | -          |
| 1.04.1944 года | Ленинградский фронт      | -                              | 3-й гвардейский танковый корпус | -          |
| 1.05.1944 года | 2-й Украинский фронт     | -                              | 3-й гвардейский танковый корпус | -          |
| 1.06.1944 года | Резерв Ставки ВГК        | 5-я гвардейская танковая армия | 3-й гвардейский танковый корпус | -          |
| 1.07.1944 года | 3-й Белорусский фронт    | 5-я гвардейская танковая армия | 3-й гвардейский танковый корпус | -          |
| 1.08.1944 года | 3-й Белорусский фронт    | 5-я гвардейская танковая армия | 3-й гвардейский танковый корпус | -          |
| 1.09.1944 года | 1-й Прибалтийский фронт  | 5-я гвардейская танковая армия | 3-й гвардейский танковый корпус | -          |
| 1.10.1944 года | 1-й Прибалтийский фронт  | 5-я гвардейская танковая армия | 3-й гвардейский танковый корпус | -          |
| 1.11.1944 года | 1-й Прибалтийский фронт  | 5-я гвардейская танковая армия | 3-й гвардейский танковый корпус | -          |
| 1.12.1944 года | 1-й Прибалтийский фронт  | 5-я гвардейская танковая армия | 3-й гвардейский танковый корпус | -          |
| 1.01.1945 года | 2-й Белорусский фронт    | -                              | 3-й гвардейский танковый корпус | -          |
| 1.02.1945 года | 2-й Белорусский фронт    | -                              | 3-й гвардейский танковый корпус | -          |
| 1.03.1945 года | 2-й Белорусский фронт    | 19-я армия                     | 3-й гвардейский танковый корпус | -          |
| 1.04.1945 года | 2-й Белорусский фронт    | -                              | 3-й гвардейский танковый корпус | -          |
| 1.05.1945 года | 2-й Белорусский фронт    | -                              | 3-й гвардейский танковый корпус | -          |

## Командование бригады

### Командиры бригады
- Гуменюк, Даниил Кондратьевич[11] (02.01.1943 — 04.05.1944), гвардии полковник (04.05.1944 тяжело ранен);
- Есипенко, Василий Иванович (05.05.1944 — 06.07.1944), гвардии подполковник (ранен 6.07.1944);
- Тарасов, Фёдор Григорьевич (07.07.1944 — 25.07.1944), гвардии майор;
- Белогуров, Владимир Кириллович (25.07.1944 — 28.08.1944), гвардии майор;
- Урванов, Кирилл Осипович (31.08.1944 — 12.03.1945), гвардии полковник (выбыл по ранению);
- Савченко, Иван Хрисанфович (12.03.1945 — 02.04.1945), гвардии подполковник (ВРИД);
- Урванов Кирилл Осипович (03.04.1944 — 01.07.1945), гвардии полковник[12][13];
- Савченко Иван Хрисанфович (01.07.1945 — 26.07.1945), гвардии полковник[14]

### Заместители командира бригады по строевой части
- Гриценко Константин Андреевич[15] (10.06.1943 — 07.10.1943), гвардии подполковник;
- Тарасов Фёдор Григорьевич[16] (07.11.1943 — 06.07.1944), гвардии майор;
- Савченко Иван Хрисанфович (06.12.1944 — 01.07.1945), гвардии подполковник, гвардии полковник

### Заместители командира по политической части
- Шехмейстер Идель Шлёмович (02.01.1943 — 16.06.1943), подполковник[17]

### Начальники штаба бригады
- Рафиков Якуб Билялович[18] (02.01.1943 — 03.02.1943), гвардии майор (отстранён 3.02.1943);
- Магрицкий Василий Яковлевич (04.02.1943 — 31.12.1943), гвардии майор;
- Цеханский Иосиф Антонович (01.01.1944 — 30.05.1944), гвардии майор;
- Егоров Фёдор Хрисанфович[19] (01.06.1944 — 16.10.1944), гвардии майор;
- Цеханский Иосиф Антонович (16.10.1944 — 27.02.1945), гвардии майор;
- Безвидный Семён Устинович (15.03.1945 — 03.04.1945), гвардии подполковник;
- Лобачев Анатолий Дмитриевич (03.04.1945 — 20.04.1945), гвардии капитан (ВРИД);
- Роткин Сергей Константинович (20.04.1945 — 08.05.1945), гвардии майор;
- Цеханский Иосиф Антонович (08.05.1945 — 26.07.1945), гвардии подполковник[14]

### Начальники политотдела, с 06.1943 он же заместитель командира по политической части
- Есипенко Василий Иванович[20] (02.01.1943 — 28.04.1943), майор;
- Ефремов Павел Порфирьевич (28.04.1943 — 16.06.1943), подполковник;
- Башкиров Семён Михайлович (16.06.1943 — 21.07.1944), подполковник;
- Антропов Фёдор Георгиевич (21.07.1944 — 09.03.1945), подполковник;
- Монаков Александр Георгиевич (09.03.1945 — 14.07.1945), подполковник[17]

## Отличившиеся воины
| Награда | Ф. И.О                         | Должность                                                 | Звание  | Дата награждения                 | Примечания |
| ------- | ------------------------------ | --------------------------------------------------------- | ------- | -------------------------------- | --- |
|         | Герасимов Владимир Иванович    | командир отделения автоматчиков моторизованного батальона | гвардии | 24.03.1945                       | |
|         | Новиков, Иван Васильевич       | командир танковой роты M4-A2 3-го танкового батальона     | гвардии | 24.03.1945                       | |
|         | Синельщиков, Матвей Трофимович | механик-водитель танка Т-34 2-го танкового батальона      | гвардии | 15.12.1944 23.04.1945 01.10.1968 | 31 мая 1945 года повторно награждён орденом Славы II степени, указом Президиума Верховного Совета СССР от 1 октября 1968 года перенаграждён орденом Славы I степени |

## Награды и наименования
| Награда (наименование)          | Дата награждения                                                                  | За что получена |
| ------------------------------- | --------------------------------------------------------------------------------- | --- |
| Почётное звание «Гвардейская»   | присвоено приказом Народного комиссара обороны СССР № 413 от 29 декабря 1942 года | при преобразовании в составе 3-го гвардейского танкового корпуса «за проявленную отвагу в боях за Отечество с немецкими захватчиками, за стойкость, мужество, дисциплину и организованность, за героизм личного состава» |
| Почётное наименование «Минская» | присвоено приказом Верховного главнокомандующего № 0203 от 23 июля 1944 года      | за отличия в боях за овладение столицей Советской Белоруссии городом Минск |
| Орден Ленина                    | награждена указом Президиума Верховного Совета СССР от 26 апреля 1945 года        | за образцовое выполнение заданий командования в боях с немецкими захватчиками при овладении городами Лауенбург, Картузы и проявленные при этом доблесть и мужество                                                       |
| Орден Красного Знамени          | награждена указом Президиума Верховного Совета СССР от 25 июля 1944 года          | за образцовое выполнение заданий командования в боях с немецкими захватчиками, за овладение городом Вильнюс и проявленные при этом доблесть и мужество                                                                   |
| Орден Суворова II степени       | награждена указом Президиума Верховного Совета СССР от 5 апреля 1945 года         | за образцовое выполнение заданий командования в боях с немецкими захватчиками при овладении городами Руммельсбург, Поллнов и проявленные при этом доблесть и мужество                                                    |
| Орден Кутузова II степени       | награждена указом Президиума Верховного Совета СССР от 17 мая 1945 года           | за образцовое выполнение заданий командования в боях с немецкими захватчиками при овладении городом и крепостью Гданьск (Данциг) и проявленные при этом доблесть и мужество                                              |

## Послевоенная история
10 июля 1945 года, в соответствии с директивой Ставки Верховного Главнокомандования № 11097 от 29 мая 1945 года, 18-я гвардейская танковая бригада, в составе 3-го гвардейского танкового корпуса вошла в Северную группу войск, с местом дислокации город Краков, Польской Народной Республики.
4 июля 1945 года, на основании приказа НКО СССР № 0013 от 10 июня 1945 года, 18-я гвардейская танковая бригада была преобразована в 18-й гвардейский танковый Минский ордена Ленина Краснознамённый орденов Суворова и Кутузова полк (в/ч 61403) 3-й гвардейской танковой Котельниковской Краснознамённой ордена Суворова дивизии (в/ч 44181) в подчинении СГВ.
В июне 1946 года 18-й гвардейский танковый полк в составе 3-й гвардейской танковой дивизии вошёл в 7-ю механизированную армию. 20 декабря 1946 года 7-я механизированная армия была переформирована в 7-ю отдельную кадровую танковую дивизию. В связи с этим 3-я гвардейская танковая дивизия была свёрнута в 3-й гвардейский кадровый танковый полк, а входящий в неё 18-й гвардейский танковый полк — в 18-й гвардейский кадровый танковый батальон. В мае 1948 года 7-я отдельная кадровая танковая дивизия была передислоцирована в город Борисов. 21 марта 1950 года 7-я отдельная танковая дивизия была развёрнута в 7-ю механизированную армию в составе Белорусского военного округа, 3-й гвардейский кадровый танковый полк снова стал дивизией, а 18-й гвардейский кадровый танковый батальон — полком с местом дислокации населённый пункт Заслоново, Лепельского района.
20 мая 1957 года 7-я механизированная армия была преобразована в 7-ю танковую армию, 18-й гвардейский танковый полк находился в составе этой армии до момента своего расформирования. 1 июня 1989 года 3-я гвардейская танковая дивизия была свёрнута в 5357-ю гвардейскую базу хранения вооружения и техники, а входивший в неё 18-й гвардейский танковый полк расформирован.